# 西川緑道公園停留場

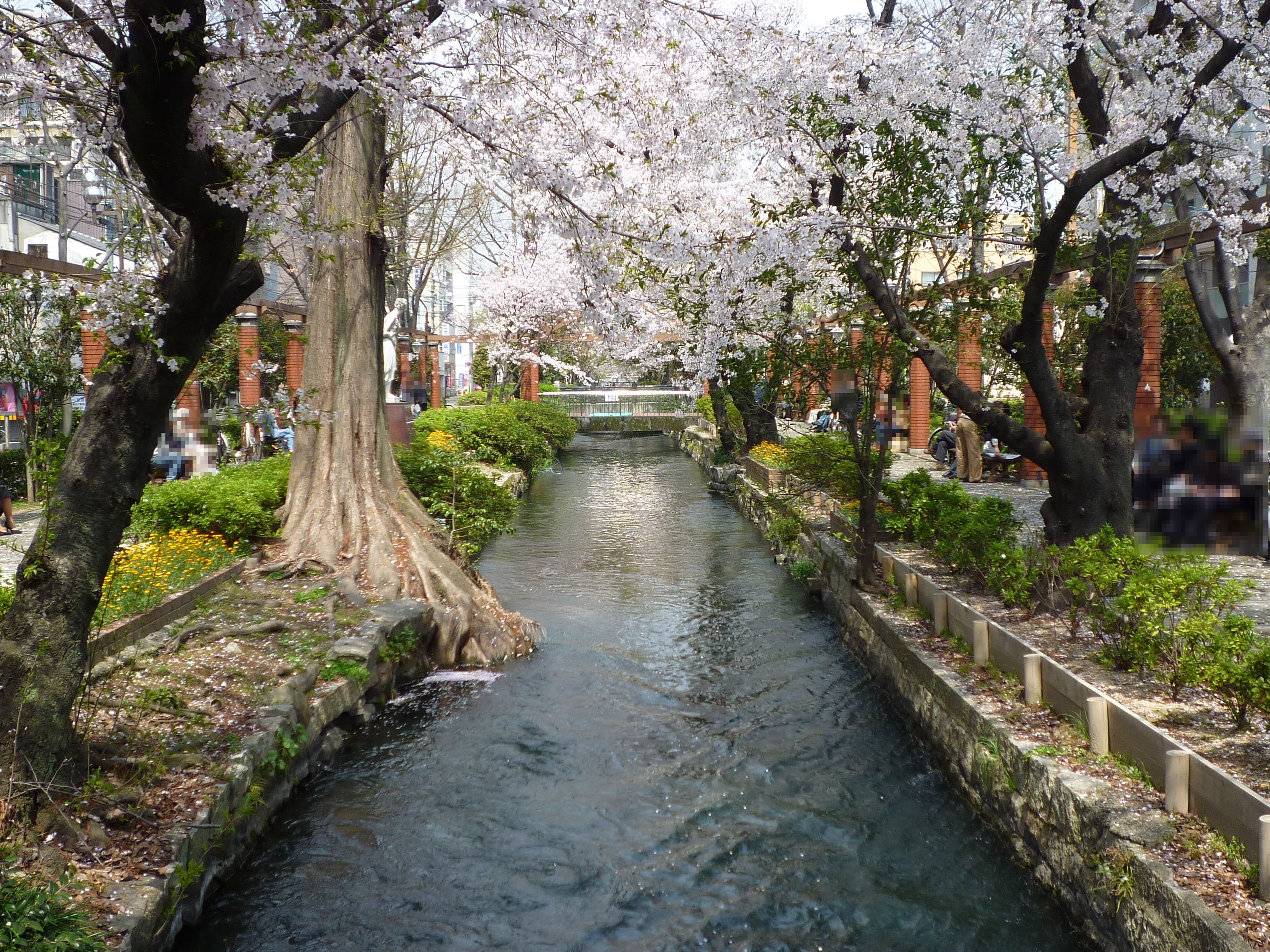
西川緑道公園

西川緑道公園停留場（にしがわりょくどうこうえんていりゅうじょう）は岡山県岡山市北区野田屋町一丁目および平和町にある岡山電気軌道東山本線の停留場。駅番号は東山線がH02、清輝橋線がS02。

## 歴史
- 1912年（明治45年）5月5日：駅前（現・岡山駅前） - 御城下（現・城下）間の開通と同時に西川停留場として開業。
- 2008年（平成20年）4月1日：西川緑道公園停留場に改称。

## 構造
島式ホーム1面2線。

## 周辺
- 岡電バス・中鉄バス「西川緑道公園前」・「岡ビル前」バス停
- 西川緑道公園筋
- 西川
- 西川橋
- 岡山中央警察署西川橋交番
- 後楽ホテル
- ICOTNICOT（旧ドレミの街）
- 岡ビル百貨店
- 岡山県道42号岡山停車場線（桃太郎大通り）
- 味司 野村・本店（ドミグラスソースカツ丼の店・車内放送あり）

## 隣の停留場
岡山電気軌道
東山本線
■1東山線・■2清輝橋線
岡山駅前駅 (H01, S01) - 西川緑道公園停留場 (H02, S02) - 柳川停留場 (H03, S03)